# Ectenessa villardi
Ectenessa villardi är en skalbaggsart som beskrevs av Belon 1902. Ectenessa villardi ingår i släktet Ectenessa och familjen långhorningar.
Artens utbredningsområde är Paraguay. Inga underarter finns listade i Catalogue of Life.